# Atsugé
L’atsugé, ou atsugéwi ou atsugewi, est une langue amérindienne de la famille des langues palaihnihanes, qui était parlée dans le nord-est de la Californie, dans la région de Hat Creek et de Dixie Valley. En 1962, il n'existait plus que quatre locuteurs, tous âgés, pour un groupe ethnique de 200 personnes. La langue est désormais éteinte.
L'atsugé a des liens avec l'achumawi. Les deux langues ont longtemps été considérées comme faisant partie du groupe hypothétique des langues hokanes, qui était censé comprendre les langues palaihnihanes.
Le nom correct est atsugé, le suffixe -wi, emprunté à achumawi, lui ayant été adjoint par erreur.
L'atsugé a été étudié notamment par le linguiste américain Leonard Talmy.

## Phonologie

### Consonnes
L'atsugé a 32 consonnes. La plupart d'entre elles forment des paires (simple / glottalisée). Les occlusives et les affriquées possèdent en outre un troisième type, aspiré (à l'exception du seul coup de glotte). Dans le tableau ci-dessous, ces trois types sont représentés respectivement par C, C’ and Cʰ.
|                          |                          | Bilabiale | Alvéolaire | Post-alvéolaire ou palatale | Vélaire | Uvulaire | Glottale |
| Occlusives et affriquées | Occlusives et affriquées | p p’ pʰ   | t t’ tʰ    | t͡ʃ t͡ʃ’ t͡ʃʰ                  | k k’ kʰ | q q’ qʰ  | ʔ        |
| Nasales                  | Nasales                  | m m’      | n n’       |                             |         |          |          |
| Rhotiques                | Rhotiques                |           | r r’       |                             |         |          |          |
| Fricatives               | Fricatives               |           | s s’       |                             |         |          | h ĥ      |
| Spirantes                | Centrales                | w w’      |            | j j’                        |         |          |          |
| Spirantes                | Latérales                |           | l l’       |                             |         |          |          |

### Voyelles
|         | Antérieure    | Centrale      | Postérieure   |
| ------- | ------------- | ------------- | ------------- |
| Fermée  | i [i] iː [iː] |               | u [u] uː [uː] |
| Moyenne | e [e] eː [eː] |               | o [o] oː [oː] |
| Ouverte |               | a [a] aː [aː] |               |

L'atsugé ne possède fondamentalement que trois voyelles : /a/, /i/, et /u/. [e] et [o] sont normalement des allophones de  /a/ et /u/. Cependant [e] et [o] apparaissent dans quelques phonèmes dans lesquels ils ne peuvent être réduits à des allophones.